# Liste der Formen, Typen und Varianten der antiken griechischen Fein- und Gebrauchskeramik

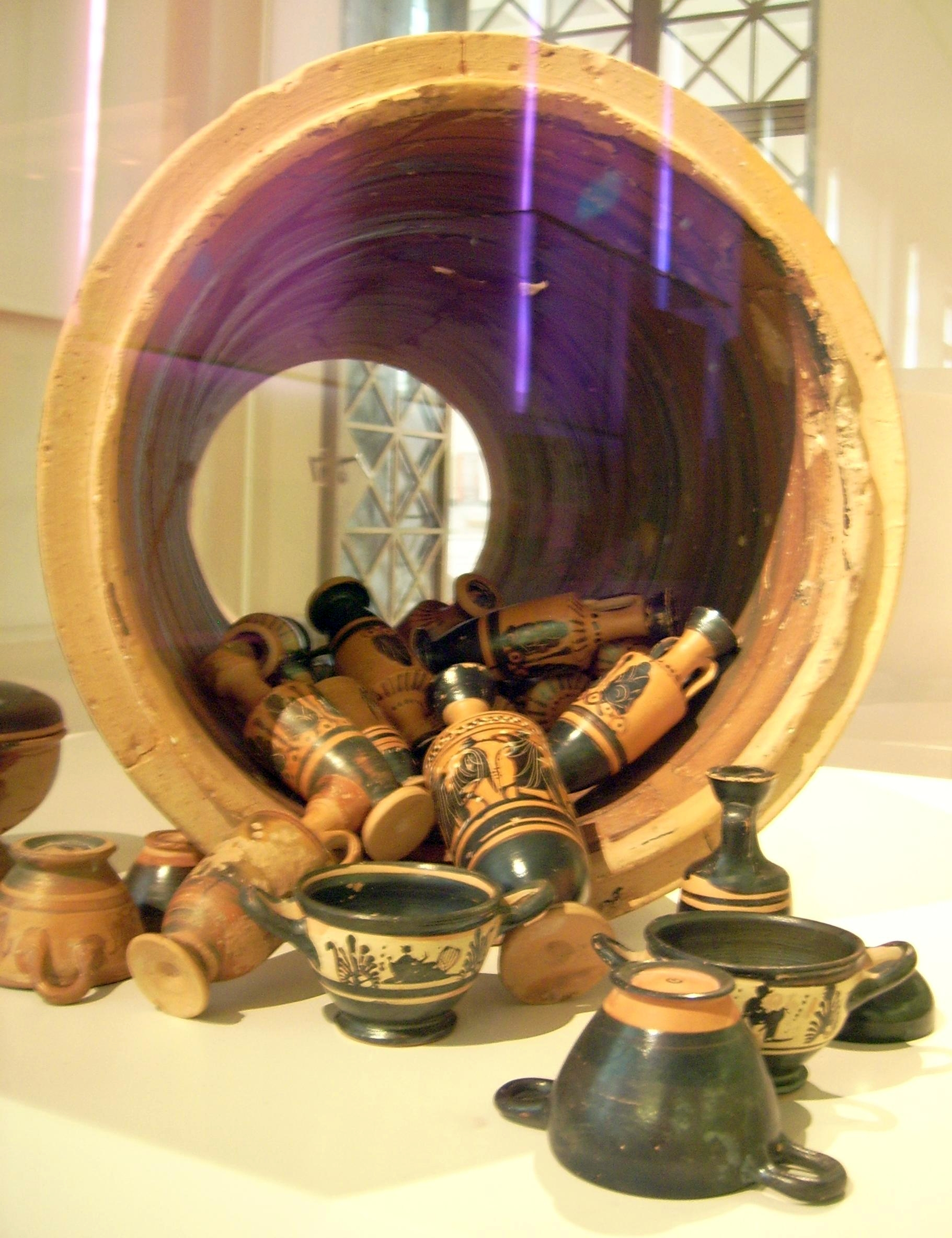
Keramik verschiedener Formen und Stile als Grabbeigaben eines Kindergrabes im Archäologischen Nationalmuseum Athen

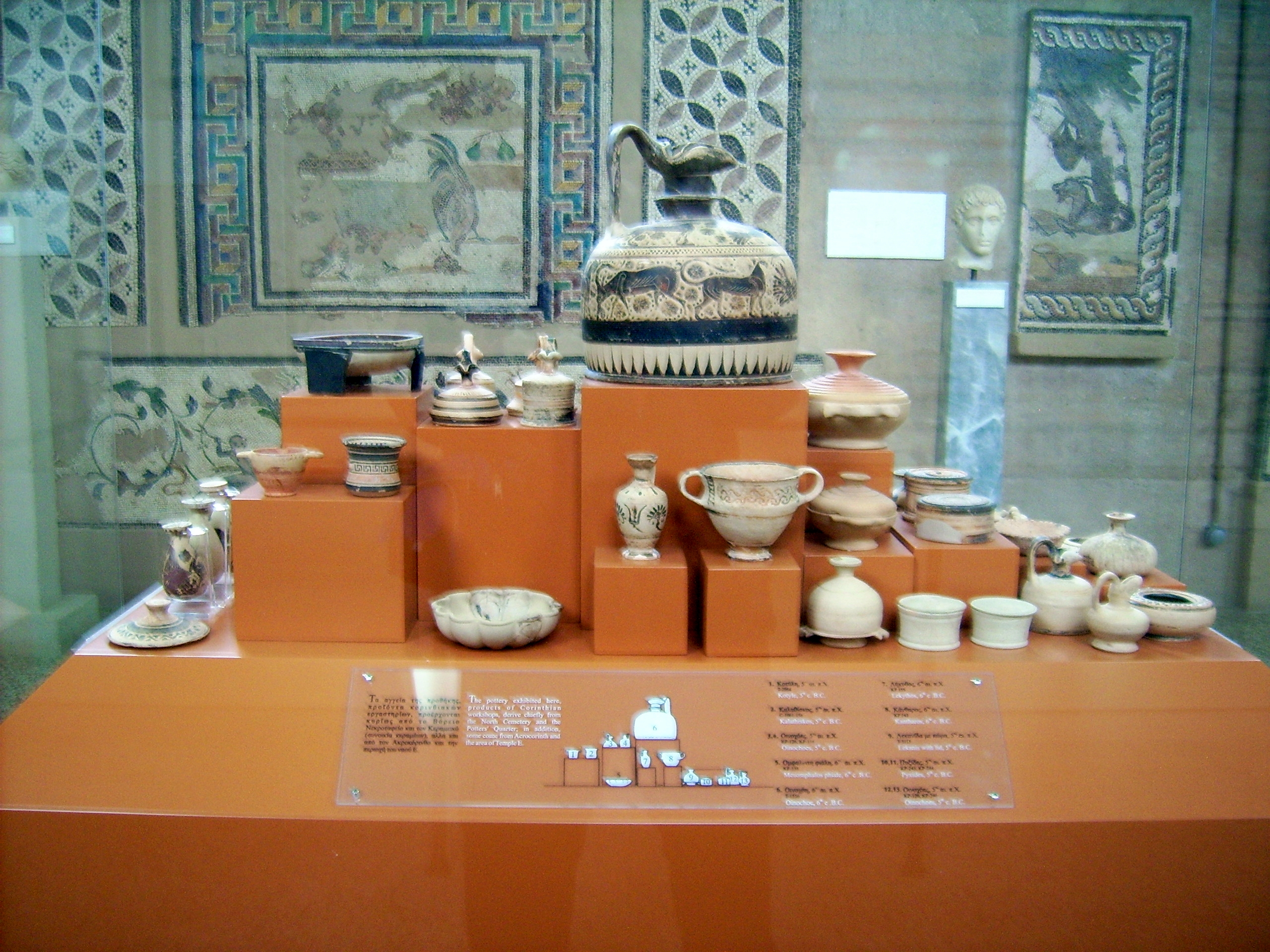
Korinthische Keramik verschiedener Formen und Typen im Museum von Korinth

Die Liste der Formen, Typen und Varianten der antiken griechischen Fein- und Gebrauchskeramik ordnet die verschiedenen Formen, Typen und Varianten der Keramik der griechischen Antike. Dabei wird nicht zwischen Fein- und Grobkeramik unterschieden, auf Keramikprodukte wie Terrakotten (Plastiken, Baukeramik, Tanagrafiguren etc.) jedoch verzichtet.
Unterschieden wird bei der antiken Keramik in der Forschung nach Gefäßform und Verzierung. Meist gehen Veränderungen in Verzierung und Keramikform einher. Es gibt mehrere verschiedene, sich zum Teil überschneidende Arten der Typologie. Eine Unterteilungsmöglichkeit ist beispielsweise die Teilung nach der Form in Amphoren, Kannen, Hydrien, Kratere und Kessel, Trinkgefäße sowie Öl- und Salbgefäße. Eine andere Möglichkeit ist die Ordnung nach der Verwendung in Vorratsgefäße, Mischgefäße, Schöpf- und Gießgefäße, Kultgefäße, Trinkgefäße, Salb- und sonstige Gefäße. Eine weitere Unterteilung erfolgt in geschlossene und offene Formen.
Zunächst werden in einer ersten Liste die Grundformen der griechischen Keramik gezeigt. Daran schließen sich mehrere Listen an, in denen Typen und Varianten einiger Formen aufgezeigt werden, die besonders variantenreich waren oder bei denen sich spezielle Typologien herausgebildet hatten.
Für die Geometrische und Orientalisierende Periode wird versucht, einen repräsentativen Querschnitt durch die verschiedenen Formen und lokalen Stile zu geben. Vor allem für die attische Kunst der archaischen und klassischen Zeit, der Zeit des schwarzfigurigen und rotfigurigen Stils, gibt es eine fein abgestufte Typologie, die möglichst genau wiedergegeben wird.

## Formen
| Vasenform                     | Verwendung                                                       | Bemerkung | Umzeichnung    | 3D-Modell      | Beispiel       |                |
| ----------------------------- | ---------------------------------------------------------------- | --- | -------------- | -------------- | -------------- | -------------- |
| Alabastron (Αλάβαστρον)       | Geschlossenes Parfum- und Salbgefäß                              | verwendet von Frauen, die männliche Form war der Aryballos                                                                                                 |                |                |                |                |
| Amis                          | Urinal                                                           | |                |                |                |                |
| Amphora (Αμφορεύς)            | Geschlossenes Vorrats- und Transportgefäß                        | |                |                |                |                |
| Amphoriskos                   | Geschlossenes Öl- und Salbgefäß                                  | kleine Amphora |                |                |                |                |
| Aryballos (Αρύβαλλος)         | Geschlossenes Öl- und Salbgefäß                                  | |                |                |                |                |
| Askos (Ασκός)                 | Geschlossenes Öl- und Salbgefäß                                  | auch als plastische Gefäßform |                |                |                |                |
| Balsamarion                   | Geschlossenes Öl- und Salbgefäß                                  | |                |                |                |                |
| Batanion                      | Offenes Kochgefäß                                                | auch Patanion, bei Athenaios belegt, eine genaue Zuweisung ist heute unklar                                                                                |                |                |                |                |
| Becher                        | Offenes einfaches Trinkgefäß                                     | selten aus Ton hergestellt |                |                |                |                |
| Bolsal                        | Offenes einfaches Trinkgefäß                                     | Form der Schale, tief, auf niedrigem Ringfuß mit dünnen, waagerechten Stabhenkeln und einem flachen, unprofilierten Standring                              |                |                |                |                |
| Bügelkanne                    | Geschlossenes Gießgefäß                                          | in archaischer und klassischer Zeit nicht mehr in Verwendung                                                                                               |                |                |                |                |
| Chytra                        | Offenes Kochgefäß                                                | |                |                |                |                |
| Dinos                         | Offenes Mischgefäß                                               | Form des Kraters, in der Antike bezeichnete der Begriff ein heute nicht mehr zu identifizierendes Trinkgefäß. Die Bezeichnung Dinos ist eigentlich falsch. |                |                |                |                |
| Epichysis (Επίχυσις)          | Geschlossenes Öl- und Salbgefäß oder Behältnis                   | |                |                |                |                |
| Epinetron                     | Knieschutz                                                       | Hilfsmittel zur Wollverarbeitung |                |                |                |                |
| Eschara                       | Offenes Koch- und Kultgefäß                                      | |                |                |                |                |
| Exaleiptron                   | Geschlossenes Öl- und Salbgefäß                                  | manchmal in der Literatur auch als Kothon bezeichnet, manchmal mit dem Plemochoe gleichgesetzt                                                             |                |                |                |                |
| Fischteller                   | Offen                                                            | eigenständige Form des Tellers |                |                |                |                |
| Flakon                        | Geschlossenes Öl- und Salbgefäß                                  | |                |                |                |                |
| Flasche                       | Geschlossenes Vorrats- und Transportgefäß                        | |                |                |                |                |
| Getreidespeicher              | Geschlossenes Vorrats- und Transportgefäß                        | |                |                |                |                |
| Gießtasse                     | Offenes Gießgefäß                                                | |                |                |                |                |
| Guttus                        | Geschlossenes Öl- und Salbgefäß                                  | auch als plastische Gefäßform |                |                |                |                |
| Hydria                        | Geschlossenes Transportgefäß                                     | |                |                |                |                |
| Kados (Κάδος)                 | Geschlossenes Transportgefäß                                     | |                |                |                |                |
| Kakkabe                       | Offenes Kochgefäß                                                | nur schriftlich belegt |                |                |                |                |
| Kalathos (Κάλαθος)            | Offenes Vorratsgefäß                                             | Flechtkörben nachempfunden, zur Aufbewahrung von Wolle, kleinere Formen wohl auch als Trinkgefäße                                                          |                |                |                |                |
| Kalyx                         | Offenes Trinkgefäß                                               | vergleichsweise selten produzierte Kelchform, auch Kelchbecher genannt. Englisch Chalice                                                                   |                |                |                |                |
| Kantharos (Κάνθαρος)          | Offenes Trinkgefäß                                               | |                |                |                |                |
| Kernos (Κέρνος)               | Offenes Kultgefäß                                                | nur selten aus Ton hergestellt |                |                |                |                |
| Kiste                         | Vorratsbehälter                                                  | nur selten aus Ton hergestellt |                |                |                |                |
| Klibanos                      | Offenes Kochgefäß                                                | |                |                |                |                |
| Kothon (Κώθων)                | Offenes Trinkgefäß                                               | die Zuordnung ist unklar, manchmal wird auch ein dem Exaleiptron und der Plemochoe ähnliches Gefäß auf einem Dreifuß so bezeichnet                         |                |                |                |                |
| Krater (Κρατήρ)               | Offenes Mischgefäß                                               | |                |                |                |                |
| Kyathos                       | Offenes Schöpfgefäß                                              | |                |                |                |                |
| Lagynos (Λάγυνος)             | Geschlossenes Gießgefäß                                          | |                |                |                |                |
| Lakaina                       | Offenes Trinkgefäß                                               | |                |                |                |                |
| Lebes (Λέβης)                 | siehe Dinos                                                      | siehe Dinos | siehe Dinos    | siehe Dinos    | siehe Dinos    | siehe Dinos    |
| Lebes Gamikos (Λέβης γαμικός) | Offenes Kultgefäß                                                | für das Wasser bei Hochzeiten und Totenwaschungen |                |                |                |                |
| Lekane (Λεκάνη)               | Offene Schüssel                                                  | |                |                |                |                |
| Lekanis                       | Offene Schüssel mit Deckel                                       | |                |                |                |                |
| Lekythos (Λήκυθος)            | Geschlossenes Öl- und Salbgefäß                                  | |                |                |                |                |
| Lopas                         | Offenes Kochgefäß                                                | |                |                |                |                |
| Luterion                      | Offene Schüssel                                                  | |                |                |                |                |
| Loutrophoros (Λουτροφόρος)    | Geschlossenes Kultgefäß                                          | |                |                |                |                |
| Lydion (Λύδιον)               | Geschlossenes Öl- und Salbgefäß                                  | |                |                |                |                |
| Mastoid                       | Offenes Trinkgefäß                                               | plastische Gefäß nahe der Form einer weiblichen Brust |                |                |                |                |
| Mastos                        | Offenes Trinkgefäß                                               | plastische Gefäß in Form einer weiblichen Brust |                |                |                |                |
| Mörser                        | Mörser                                                           | |                |                |                |                |
| Nestoris (Νεστορίς)           | Geschlossenes Kultgefäß                                          | erfunden in Unteritalien, auch als Trozella bezeichnet |                |                |                |                |
| Oinochoe (Οινοχόη)            | Geschlossenes Gießgefäß                                          | |                |                |                |                |
| Olla                          | Geschlossenes Vorratsgefäß                                       | |                |                |                |                |
| Olpe                          | Geschlossenes Gießgefäß                                          | |                |                |                |                |
| Onos                          | Fußständer                                                       | manchmal fälschlicherweise als Bezeichnung für das Epinetron                                                                                               |                |                |                |                |
| Oon (Ωόν)                     |                                                                  | Gefäß in Eiform |                |                |                |                |
| Patera                        | Offenes Kultgefäß                                                | |                |                |                |                |
| Pelike (Πελίκη)               | Geschlossenes Vorratsgefäß                                       | |                |                |                |                |
| Perirrhanterion               | Offenes Bassin                                                   | fast immer aus Stein |                |                |                |                |
| Phiale (Φιάλη)                | Offenes Kultgefäß                                                | auch Omphalosschale |                |                |                |                |
| Phormiskos (Φορμίσκος)        | Geschlossenes Kultgefäß                                          | Rassel |                |                |                |                |
| Pinax                         | Votivtafel                                                       | auch Pinakion (Πινάκιον) |                |                |                |                |
| Pithos (Πίθος)                | Geschlossener Vorratsbehälter                                    | großes Gefäß, ähnlich einer Amphore |                |                |                |                |
| Platte                        | Votivtafel                                                       | |                |                |                |                |
| Plastische Gefäße             | Offen und Geschlossen für verschiedene Zwecke, je nach Zuordnung | plastische Gefäße finden sich bei mehreren Keramikformen, etwa bei Aryballoi, Guttoi, Kantharoi, Lekythoi, Mastoi, Rhyton und Trinkhorn                    |                |                |                |                |
| Plemochoe (Πλημοχόη)          | Geschlossenes Spendegefäß                                        | Zuschreibung umstritten. Manchmal Gleichsetzung mit dem Exaleiptron                                                                                        |                |                |                |                |
| Podanipter                    | Offenes Waschgefäß                                               | Waschgefäß zur Fußwäsche, meist aus Bronze |                |                |                |                |
| Psykter (Ψυκτήρ)(Φιάλη)       | Geschlossenes Mischgefäß                                         | |                |                |                |                |
| Pyxis (Πυξίς)                 | Geschlossener Behälter                                           | |                |                |                |                |
| Rhyton                        | Geschlossenes Trinkgefäß                                         | plastische Gefäßform |                |                |                |                |
| Sauggefäß                     | Geschlossenes Gießgefäß                                          | |                |                |                |                |
| Schale                        | Offenes Trinkgefäß                                               | |                |                |                |                |
| Schöpfer                      | Offene Form                                                      | |                |                |                |                |
| Schüssel                      | Offener Vorratsbehälter                                          | |                |                |                |                |
| Siebvase                      | sowohl als offene als auch geschlossene Form                     | |                |                |                |                |
| Situla                        | Offenes Transportgefäß                                           | Eimerartiges Gefäß |                |                |                |                |
| Skyphos (Σκύφος)              | Offenes Trinkgefäß                                               | auch Kotyle (Κοτύλη) |                |                |                |                |
| Stamnos (Στάμνος)             | Offenes Mischgefäß                                               | |                |                |                |                |
| Ständer                       |                                                                  | Ständer wurden für mehrere Formen, vor allem den Dinos (Lebes) benötigt und verwendet                                                                      |                |                |                |                |
| Stelon                        | Offenes Kochgefäß                                                | nur schriftlich belegt |                |                |                |                |
| Tasse                         | Offenes Trinkgefäß                                               | |                |                |                |                |
| Teganon (Τεγανον)             | Offenes Kochgefäß                                                | auch Tegenon und Peganon, nur schriftlich belegt |                |                |                |                |
| Teller                        | Offenes Essgeschirr                                              | |                |                |                |                |
| Thymiaterion                  | Offen                                                            | Räuchergefäß |                |                |                |                |
| Tonlampe                      | Lichtspender                                                     | teilweise wurden Lampen wie Vasen auf der Töpferscheibe gedreht                                                                                            |                |                |                |                |
| Trichter                      | Umfüllhilfe                                                      | |                |                |                |                |
| Tripous (Dreifuß)             |                                                                  | ist den Dreifüßen nachempfunden, häufig als Ständer verwendet                                                                                              |                |                |                |                |
| Trozella                      | siehe Nestoris                                                   | siehe Nestoris | siehe Nestoris | siehe Nestoris | siehe Nestoris | siehe Nestoris |
| Urne                          | Geschlossenes Kultgefäß                                          | Grabgefäß für sterbliche Überreste von Menschen |                |                |                |                |

## Typen und Varianten

### Alabastron
| Typ                         | Variante | Bemerkung                           | Umzeichnung | Beispiel |
| --------------------------- | -------- | ----------------------------------- | ----------- | -------- |
| späthelladisches Alabastron |          |                                     |             |          |
| korinthisches Alabastron    |          |                                     |             |          |
| attisches Alabastron        |          | häufig im weißgrundigen Stil bemalt |             |          |

### Amphoren
| Typ          | Variante                          | Bemerkung | Umzeichnung | Beispiel |
| ------------ | --------------------------------- | --- | ----------- | -------- |
| Bauchamphora |                                   | |             |          |
|              | Bauchamphora Typ A                | |             |          |
|              | Bauchamphora Typ B                | |             |          |
|              | Bauchamphora Typ C                | |             |          |
|              | Pferdekopfamphora                 | wird vor allem über die Bemalung definiert                                                                                     |             |          |
|              | Pelike                            | gilt auch als eigenständige Vasenform                                                                                          |             |          |
| Halsamphora  |                                   | |             |          |
|              | Bauchhenkelamphora                | |             |          |
|              | Halshenkelamphora                 | |             |          |
|              | Schulterhenkelamphora             | |             |          |
|              | Panathenäische Amphora (Frühform) | |             |          |
|              | Panathenäische Amphora (Spätform) | |             |          |
|              | Nolanische Amphora                | |             |          |
|              | Nikosthenische Amphora            | |             |          |
|              | Tyrrhenische Amphora              | |             |          |
|              | Strickhenkelamphora               | |             |          |
|              | Spitzamphora                      | |             |          |
|              | Unteritalische Amphora            | |             |          |
|              | Hellenistische Halsamphora        | |             |          |
|              | Transportamphora                  | |             |          |
|              | Loutrophoros                      | in der Amphoren-Variante; gilt auch als eigenständige Vasenform; gibt es auch in einer zweiten Variante als Hydria-Loutrophore |             |          |
|              | Amphoriskos                       | gilt auch als eigenständige Vasenform                                                                                          |             |          |
| Pithos       |                                   | gilt auch als eigenständige Vasenform                                                                                          |             |          |

### Aryballos
| Typ                  | Variante              | Bemerkung | Umzeichnung | Beispiel |
| -------------------- | --------------------- | --- | ----------- | -------- |
| Kugelaryballos       |                       | |             |          |
| Spitzaryballos       |                       | |             |          |
| Plastische Aryballoi |                       | |             |          |
|                      | Figürlicher Aryballos | es gibt schier grenzenlose Variationsformen, von einzelnen Körperteilen wie Beinen oder Füßen bis hin zu Tieren |             |          |
|                      | Kopfaryballos         | |             |          |

### Askos
| Typ               | Variante | Bemerkung                                                       | Umzeichnung | Beispiel |
| ----------------- | -------- | --------------------------------------------------------------- | ----------- | -------- |
| Einfacher Askos   |          |                                                                 |             |          |
| Mehrfachaskos     |          | Mehrfachaskoi gibt es im Normalfall mit zwei bis vier Ausgüssen |             |          |
| Plastischer Askos |          | plastische Askoi gab es in diversen Formen, meist als Tiere     |             |          |

### Exaleiptron
| Typ         | Variante | Bemerkung | Umzeichnung | Beispiel |
| ----------- | -------- | --------- | ----------- | -------- |
| Normalform  |          |           |             |          |
| Dreifußform |          |           |             |          |
| Henkelform  |          |           |             |          |

### Hydrien
| Typ    | Variante       | Bemerkung | Umzeichnung | Beispiel |
| ------ | -------------- | --- | ----------- | -------- |
| Hydria |                | |             |          |
|        | Schulterhydria | die Übergänge, vor allem der Hals, sind abgesetzter als bei der Kalpis, die Schulterhyydria wurde vor allem als Bildträger in der schwarzfigurigen Vasenmalerei genutzt         |             |          |
| Kalpis |                | die Übergänge zwischen den einzelnen Vasenteilen sind fließender als bei der normalen Hydria, Kalpiden wurden vor allem als Bildträger in der rotfigurigen Vasenmalerei genutzt |             |          |
|        | Loutrophoros   | in der Hydrien-Variante; gilt auch als eigenständige Vasenform; gibt es auch in einer zweiten Variante als Amphoren-Loutrophore                                                 |             |          |

### Chytren
| Typ     | Variante | Bemerkung | Umzeichnung | Beispiel |
| ------- | -------- | --------- | ----------- | -------- |
| Typ 1a  |          |           |             |          |
| Typ 1a1 |          |           |             |          |
| Typ 1b  |          |           |             |          |
| Typ 1c  |          |           |             |          |
| Typ 1d  |          |           |             |          |
| Typ 1e  |          |           |             |          |

### Kessel, Kratere, Mischgefäße
| Typ                                                            | Variante                       | Bemerkung | Umzeichnung | Beispiel |
| -------------------------------------------------------------- | ------------------------------ | --- | ----------- | -------- |
| Späthelladischer, an die Form einer Amphora angelehnter Krater |                                | |             |          |
| Geometrischer Krater                                           |                                | wurde als Grabgefäß genutzt |             |          |
| Spätgeometrischer Bügelhenkelkrater                            |                                | |             |          |
| Kolonettenkrater                                               |                                | auch Stangenhenkelkrater |             |          |
|                                                                | korinthischer Kolonettenkrater | |             |          |
|                                                                | attischer Kolonettenkrater     | |             |          |
| Chalkidischer Krater                                           |                                | auch Bügelhenkelkrater |             |          |
| Glockenkrater                                                  |                                | |             |          |
| Kelchkrater                                                    |                                | |             |          |
| Volutenkrater                                                  |                                | In Lakonien erfunden. Im antiken Griechenland deshalb als Krater lakonikos bezeichnet. Von attischen Töpfern übernommen, später auch Produktion in Unteritalien |             |          |
|                                                                | attischer Volutenkrater        | |             |          |
|                                                                | unteritalischer Volutenkrater  | |             |          |
| Skyphoskrater                                                  |                                | |             |          |
| Krateriskos                                                    |                                | |             |          |
| Dinos (Lebes)                                                  |                                | |             |          |
|                                                                | Dinos-Becken                   | |             |          |
|                                                                | Dinos-Ständer                  | |             |          |

### Lebes Gamikos
| Typ                   | Variante | Bemerkung | Umzeichnung | Beispiel |
| --------------------- | -------- | --------- | ----------- | -------- |
| Lebes Gamikos (Typ 1) |          |           |             |          |
| Lebes Gamikos (Typ 2) |          |           |             |          |

### Lekanai
| Typ                                                                            | Variante | Bemerkung       | Umzeichnung | Beispiel |
| ------------------------------------------------------------------------------ | -------- | --------------- | ----------- | -------- |
| Lekane in Form einer tiefen Schüssel                                           |          |                 |             |          |
| Lekane, flache Schüsselform (Typ 1)                                            |          |                 |             |          |
| Lekane, flache Schüsselform (Typ 2)                                            |          | Boeotian Lekane |             |          |
| Lekane, flache Schüsselform (Typ 3)                                            |          |                 |             |          |
| Lekane in Form einer tiefen Schüssel mit einem Henkel                          |          |                 |             |          |
| Apulische Lekane („Patera“, auch „Knopfhenkelschale“) mit horizontalen Griffen |          |                 |             |          |

### Lekythen
| Typ                 | Variante               | Bemerkung               | Umzeichnung | Beispiel |
| ------------------- | ---------------------- | ----------------------- | ----------- | -------- |
| Bauchlekythos       | 5. Jahrhundert v. Chr. |                         |             |          |
|                     | 4. Jahrhundert v. Chr. |                         |             |          |
| Deianeiralekythos   |                        |                         |             |          |
| Eichellekythos      |                        |                         |             |          |
| Pfeifenkopflekythos |                        |                         |             |          |
| Schulterlekythos    |                        | auch Sekundäre Lekythos |             |          |
| Zylinderlekythos    |                        | auch Standardlekythos   |             |          |
|                     | Schwarzfigurig         |                         |             |          |
|                     | Rotfigurig             |                         |             |          |
|                     | Weißgrundig            |                         |             |          |
| Fußlose Lekythos    |                        |                         |             |          |
| Böotische Lekythos  |                        |                         |             |          |

### Loutrophoren
| Typ                    | Variante            | Bemerkung                            | Umzeichnung | Beispiel |
| ---------------------- | ------------------- | ------------------------------------ | ----------- | -------- |
| Attische Loutrophoren  |                     |                                      |             |          |
|                        | Hydrienform         | Protoattisch                         |             |          |
|                        | Amphorenform        | Protoattisch                         |             |          |
|                        | Hydrienform         | vor Standardisierung                 |             |          |
|                        | Amphorenform        | vor Standardisierung                 |             |          |
|                        | Hydrienform         | Standardform                         |             |          |
|                        | Amphorenform        | Standardform                         |             |          |
| Apulische Loutrophoren |                     |                                      |             |          |
|                        | Typ I, Variante I   | Eierförmig mit Volutenhenkeln        |             |          |
|                        | Typ I, Variante II  | Eierförmig mit geraden Henkeln       |             |          |
|                        | Typ II, Variante I  | zylindrische Form mit Volutenhenkeln |             |          |
|                        | Typ II, Variante II | zylindrische Form ohne Henkel        |             |          |

### Kannen
| Typ          | Variante                               | Bemerkung                                                            | Umzeichnung | Beispiel |
| ------------ | -------------------------------------- | -------------------------------------------------------------------- | ----------- | -------- |
| Epichysis    |                                        |                                                                      |             |          |
| Lagynos      |                                        |                                                                      |             |          |
| Platschkanne |                                        |                                                                      |             |          |
| Oinochoe     |                                        |                                                                      |             |          |
|              | Minoische Oinochoe                     |                                                                      |             |          |
|              | Attisch-geometrische Oinochoe          |                                                                      |             |          |
|              | Attisch-spätgeometrische Oinochoe      |                                                                      |             |          |
|              | Attisch-spätgeometrische Oinochoe      |                                                                      |             |          |
|              | Orientalisierende Oinochoe             |                                                                      |             |          |
|              | Korinthische Oinochoe                  |                                                                      |             |          |
|              | Spätkorinthische Oinochoe              |                                                                      |             |          |
|              | Attischer Typus 1                      |                                                                      |             |          |
|              | Attischer Typus 2                      |                                                                      |             |          |
|              | Attischer Typus 3: Chus (Chous) (Χους) |                                                                      |             |          |
|              | Choenkännchen                          |                                                                      |             |          |
|              | Attischer Typus 4                      |                                                                      |             |          |
|              | Attischer Typus 5a                     |                                                                      |             |          |
|              | Attischer Typus 5b                     |                                                                      |             |          |
|              | Attischer Typus 6                      |                                                                      |             |          |
|              | Attischer Typus 7                      |                                                                      |             |          |
|              | Attischer Typus 8a                     |                                                                      |             |          |
|              | Attischer Typus 8b                     |                                                                      |             |          |
|              | Attischer Typus 8c                     |                                                                      |             |          |
|              | Attischer Typus 9                      | von diesem Typus ist bislang nur eine figürlich bemalte Vase bekannt |             |          |
|              | Attischer Typus 10                     |                                                                      |             |          |
|              | Kopfoinochoe                           |                                                                      |             |          |
|              | Figürliche Oinochoe                    |                                                                      |             |          |
| Olpe         |                                        |                                                                      |             |          |
|              | Attische Olpe                          |                                                                      |             |          |
|              | Korinthische Olpe                      |                                                                      |             |          |

### Pinakes
| Typ                | Variante | Bemerkung                                                             | Umzeichnung | Beispiel |
| ------------------ | -------- | --------------------------------------------------------------------- | ----------- | -------- |
| Grabpinax          |          |                                                                       |             |          |
| Grabpinax-Serie    |          | Bislang sind nur zwei solcher Serien vom Töpfermaler Exekias bekannt. |             |          |
| Großer Votivpinax  |          |                                                                       |             |          |
| Kleiner Votivpinax |          |                                                                       |             |          |

### Pyxiden
| Typ                               | Variante             | Bemerkung                                           | Umzeichnung | Beispiel |
| --------------------------------- | -------------------- | --------------------------------------------------- | ----------- | -------- |
| Pferdepyxis                       |                      |                                                     |             |          |
| Runde Pyxis                       |                      |                                                     |             |          |
| Eckige Pyxis                      |                      |                                                     |             |          |
| Breite attisch-geometrische Pyxis |                      |                                                     |             |          |
| Henkelpyxis                       |                      |                                                     |             |          |
| Henkelpyxis auf hohem Fuß         |                      |                                                     |             |          |
| Kugelpyxis                        |                      |                                                     |             |          |
| Spitzpyxis                        |                      |                                                     |             |          |
| Korinthische Pyxis                |                      |                                                     |             |          |
| Attische Pyxis                    |                      |                                                     |             |          |
|                                   | Typ A                |                                                     |             |          |
|                                   | Typ B                |                                                     |             |          |
|                                   | Typ C                |                                                     |             |          |
|                                   | Typ D                |                                                     |             |          |
|                                   | Nikosthenische Pyxis | in der Werkstatt des Töpfers Nikosthenes entwickelt |             |          |
| Dreifußpyxis                      |                      |                                                     |             |          |
| Doppelpyxis                       |                      |                                                     |             |          |

### Schalen
| Typ                                | Variante                 | Bemerkung                                                          | Umzeichnung | Beispiel |
| ---------------------------------- | ------------------------ | ------------------------------------------------------------------ | ----------- | -------- |
| Mykenische Hochfußschale           |                          |                                                                    |             |          |
| Späthelladisch-rhodische Schale    |                          |                                                                    |             |          |
| Protoattische Hochfußschale        |                          |                                                                    |             |          |
| Ostgriechische Vogelschalen        |                          |                                                                    |             |          |
| Böotische Vogelschale mit Standfuß |                          |                                                                    |             |          |
| Böotische Vogelschalen             |                          |                                                                    |             |          |
| Böotische Schale                   |                          |                                                                    |             |          |
| Korinthische Schale                |                          |                                                                    |             |          |
| Lakonische Schale                  |                          |                                                                    |             |          |
| Vroulia Schale                     |                          |                                                                    |             |          |
| Attisch-geometrische Schalen       |                          |                                                                    |             |          |
| Attische Schalen (Kylikes) (Κύλιξ) |                          |                                                                    |             |          |
|                                    | Komastenschale           | erster Schalentyp, der in Attika entwickelt wurde                  |             |          |
|                                    | Doppeldecker-Sianaschale | Der Unterschied zur Knickfries-Variante besteht in der Bemalung.   |             |          |
|                                    | Knickfries-Sianaschale   | Der Unterschied zur Doppeldecker-Variante besteht in der Bemalung. |             |          |
|                                    | Gordionschale            | Kleinmeisterschale oder Vorgänger der Kleinmeisterschalen          |             |          |
|                                    | Droopschale              | Kleinmeisterschale oder Vorgänger der Kleinmeisterschalen          |             |          |
|                                    | Kasselschale             | Kleinmeisterschale oder Vorgänger der Kleinmeisterschalen          |             |          |
|                                    | Randschale               | Kleinmeisterschale                                                 |             |          |
|                                    | Bandschale               | Kleinmeisterschale                                                 |             |          |
|                                    | Chalkidisierende Schale  |                                                                    |             |          |
|                                    | Knopfhenkelschale        |                                                                    |             |          |
|                                    | Kylix Typ A: Augenschale |                                                                    |             |          |
|                                    | Kylix Typ B              |                                                                    |             |          |
|                                    | Kylix Typ C              |                                                                    |             |          |
|                                    | Fußlose Schale           |                                                                    |             |          |
| Schalenskyphos                     |                          | Mischform aus Skyphos und Schale                                   |             |          |

### Skyphoi
| Typ                      | Variante                         | Bemerkung                                          | Umzeichnung | Beispiel |
| ------------------------ | -------------------------------- | -------------------------------------------------- | ----------- | -------- |
| Späthelladischer Skyphos |                                  |                                                    |             |          |
| Geometrischer Skyphos    |                                  |                                                    |             |          |
| Kabirenskyphos           |                                  |                                                    |             |          |
| Unteritalischer Skyphos  |                                  |                                                    |             |          |
| Korinthische Skyphoi     |                                  |                                                    |             |          |
|                          | 8. Jh. v. Chr.                   |                                                    |             |          |
|                          | 7. Jh. v. Chr.                   |                                                    |             |          |
|                          | 5. Jh. v. Chr.                   |                                                    |             |          |
| Attische Skyphoi         |                                  |                                                    |             |          |
|                          | Protoattischer Skyphos           |                                                    |             |          |
|                          | Skyphos-Krater                   |                                                    |             |          |
|                          | Schalenskyphos                   | Mischform aus Skyphos und Schale                   |             |          |
|                          | Standard-Typus A                 |                                                    |             |          |
|                          | Standard-Typus B                 |                                                    |             |          |
|                          | Skyphos des Heron-Typus          |                                                    |             |          |
|                          | Skyphos des Saint-Valentin-Typus |                                                    |             |          |
|                          | Hermogenischer Skyphos           | in der Werkstatt des Töpfers Hermogenes entwickelt |             |          |
|                          | Band-Skyphos                     | Mischung aus Skyphos und Bandschale                |             |          |

### Plastische/Figürliche Gefäße
| Typ                      | Variante            | Bemerkung                                                   | Umzeichnung | Beispiel |
| ------------------------ | ------------------- | ----------------------------------------------------------- | ----------- | -------- |
| Figürlicher Aryballos    |                     |                                                             |             |          |
| Plastischer Askos        |                     | plastische Askoi gab es in diversen Formen, meist als Tiere |             |          |
| Kopfbecher               |                     |                                                             |             |          |
| Figürlicher Guttus       |                     |                                                             |             |          |
| Kopf-Kantharos           |                     |                                                             |             |          |
| Eichel-Lekythos          |                     |                                                             |             |          |
| Mastos                   |                     |                                                             |             |          |
| Plastische Oinochoe      |                     |                                                             |             |          |
|                          | Kopfoinochoe        |                                                             |             |          |
|                          | Figürliche Oinochoe |                                                             |             |          |
| Rhyton                   |                     |                                                             |             |          |
| Plastisches Thymiaterion | Offen               | Räuchergefäß                                                |             |          |
| Trinkhorn                |                     |                                                             |             |          |

## Spezialformen
| Vasenform                | Verwendung                                          | Bemerkung | Umzeichnung | Beispiel |
| ------------------------ | --------------------------------------------------- | --- | ----------- | -------- |
| Astragal                 | Spielstein                                          | wurden ähnlich Würfeln verwendet, sind Knochen nachempfunden                                                               |             |          |
| Ball                     |                                                     | |             |          |
| Idol                     | Frei gestaltetes figürliches (religiöses) Kunstwerk | |             |          |
| Kindersitz               | Kinderstuhl und Nachttopf                           | |             |          |
| Klazomenische Sarkophage |                                                     | |             |          |
| Klepsydra                | Zeitmesser                                          | |             |          |
| Larnax                   | Sarkophag                                           | |             |          |
| Spule                    |                                                     | Form erinnert an eine Spule oder ein Jo-Jo, die Verwendung ist allerdings unbekannt; möglicherweise Oberteil einer Spindel |             |          |
| Tonrohr                  | Rohr                                                | Tonrohre wurden für die Kanalisation verwendet, zum Teil auch als Grabbehälter                                             |             |          |
| Webgewicht               | Webgewicht                                          | |             |          |
| Würfel                   | Spielstein                                          | wurden wie moderne Spielewürfel verwendet                                                                                  |             |          |